# Walkertshofen
Walkertshofen je obec v německé spolkové zemi Bavorsko, v zemském okrese Augsburg ve vládním obvodu Švábsko.
V roce 2015 zde žilo 1 142 obyvatel.

## Poloha
Sousední obce jsou: Aichen, Eppishausen, Langenneufnach, Mickhausen, Mittelneufnach a Ziemetshausen.